# 2021년 11월 죽음
다음은 2021년 11월에 사망한 저명한 인물 목록이다.
- 11월 1일
  - 미국의 정신의학자 에런 벡
  - 브라질의 클래식피아니스트 넬슨 프레이레
- 11월 2일 - 대한민국의 군인 허재석
- 11월 6일 - 영국의 영화배우 클리포드 로즈
- 11월 7일
  - 러시아의 육상선수 이고리 니쿨린
  - 미국의 영화배우 딘 스톡웰
- 11월 8일
  - 대한민국의 정치인 김기배
  - 미국의 야구선수 페드로 펠리시아노
  - 일본의 점술가 호소키 카즈코
- 11월 9일
  - 대한민국의 바둑기사 유건재
  - 일본의 소설가 세토우치 자쿠초
- 11월 10일
  - 미국의 삽화가 밥 길
  - 오스트레일리아의 종교지도자 노군홍
- 11월 11일 - 남아프리카공화국의 제7대 대통령 프레데리크 빌렘 데 클레르크
- 11월 12일 - 일본의 야구선수 고바 다케시
- 11월 14일 - 대한민국의 가수 이동원
- 11월 15일 - 대한민국의 신학자 김인환
- 11월 17일 - 러시아의 영화배우 이고리 사보치킨
- 11월 22일 - 대한민국의 정치인 김영정
- 11월 23일
  - 대한민국의 제11~12대 대통령 전두환
  - 대한민국의 승려 이광영
- 11월 26일
  - 대한민국의 정치인 권중동
  - 독일의 배우 로거 프리츠
  - 미국의 작곡가 스티븐 손드하임
- 11월 28일
  - 일본의 배우 나카무라 키치에몬
  - 캄보디아의 정치인 노로돔 라나리드
- 11월 29일
  - 오스트레일리아의 영화배우 데이비드 걸필리
  - 러시아의 영화감독 블라디미르 나우모프
  - 미국의 영화배우 알린 달
- 11월 30일 - 대한민국의 만화가 신문수